# Varès
 Varès  es una población y comuna francesa, en la región de Aquitania, departamento de Lot y Garona, en el distrito de Marmande y cantón de Tonneins.

## Demografía
| 474 | 420 | 459 | 618 | 680 | 691 |
| Para los censos de 1962 a 1999 la población legal corresponde a la población sin duplicidades (Fuente: INSEE [Consultar]) |     |     |     |     |     |